# Giờ ở Trung Quốc
Giờ ở Trung Quốc tuân theo thời gian bù tiêu chuẩn duy nhất là UTC+08:00 (tám giờ trước Giờ phối hợp quốc tế), mặc dù Trung Quốc trải qua năm múi giờ địa lý. Thời gian tiêu chuẩn quốc gia chính thức được gọi là Múi giờ Bắc Kinh (tiếng Trung: 北京时间) trong nước và Giờ chuẩn Trung Quốc (CST) quốc tế. Thời gian tiết kiệm ánh sáng ban ngày đã không được quan sát kể từ năm 1991.
Các khu vực hành chính đặc biệt (SAR) duy trì các cơ quan quản lý thời gian của riêng họ, với các tiêu chuẩn được gọi là Giờ Hồng Kông (香港時間) và Giờ chuẩn Ma Cao (澳門標準時間). Những điều này đã tương đương với thời gian Bắc Kinh kể từ năm 1992.
Ngoài ra, NPC&CPPCC của Trung Quốc đã đề xuất trong năm 2005 rằng các tỉnh ở phía tây (như Thiểm Tây, Tứ Xuyên và Trùng Khánh) nên sử dụng thời gian bù của UTC+07:00. Tuy nhiên, đề xuất này vẫn chưa được bỏ phiếu.

## Lịch sử

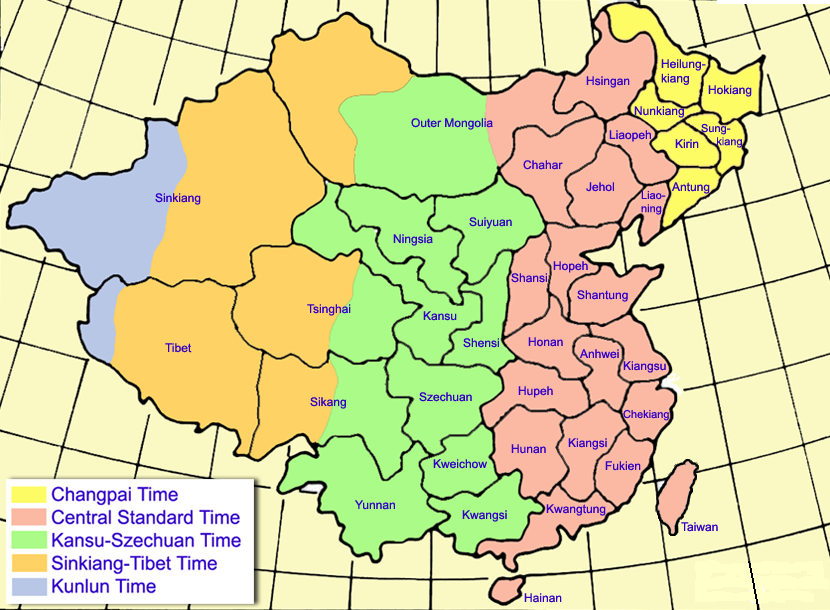
Múi giờ ở Trung Quốc trong các năm 1912-1949: UTC+5:30, UTC+6, UTC+7, UTC+8, UTC+8:30

Vào thời cổ đại ở Trung Quốc không có quy tắc thống nhất để tính thời gian. Thời gian gắn liền với các quan sát thiên văn ở thủ đô của các triều đại.
Năm 1902, dưới thời cai trị của triều đại nhà Thanh, dịch vụ hải quan lấy thời gian chuẩn trên kinh tuyến 120°kinh độ đông. Năm 1912, Đài thiên văn trung tâm Bắc Kinh đã chia đất nước thành 5 múi giờ. Bộ Nội vụ Trung Hoa Dân Quốc chính thức phê duyệt bộ phận này vào ngày 9 tháng 3 năm 1928. Các múi giờ sau được hình thành:
- Kunlunsky, UTC+5:30 - phần phía đông của Tân Cương và một phần của Tây Tạng
- Tân Cương-Tây Tạng UTC+6
- Cam Túc-Tứ Xuyên, UTC+7 - Miền Trung Trung Quốc
- Giờ chuẩn Trung Quốc, UTC+8 - vùng ven biển
- Trường Bạch, UTC+8:30 - Đông Bắc Trung Quốc

Năm 1949, sau khi Cộng hòa Nhân dân Trung Hoa được thành lập, giờ Trung Quốc tiêu chuẩn được đổi tên thành giờ Bắc Kinh, chính thức có hiệu lực trên toàn quốc. Giờ Bắc Kinh đi trước thời gian mặt trời trung bình tại địa phương ở Bắc Kinh, nằm ở nhiệt độ 116°24, đông, khoảng 14 phút (buổi trưa trung bình ở Bắc Kinh là 12:14).
Mùa hè ở Cộng hòa Nhân dân Trung Hoa được áp dụng vào năm 1986-1991 (dữ liệu cho Bắc Kinh). Dữ liệu từ Thượng Hải cho thấy mùa hè cũng được sử dụng ở Trung Quốc trong những năm 1940-1941.
Năm 2005, tại Đại hội Dân tộc Quốc gia, người ta đã đề xuất sử dụng thời gian Bắc Kinh ở miền đông Trung Quốc, UTC+7 ở Thiểm Tây và UTC+6 ở Tân Cương. Sau đó, người ta cũng đề xuất chia Trung Quốc thành 2 múi giờ là UTC+8 và UTC+7 (Thiểm Tây, Tứ Xuyên, Trùng Khánh, Quý Châu, Vân Nam và các tỉnh miền Tây). Nhưng những đề xuất này thậm chí không được đưa ra để bỏ phiếu.

## Thời gian ở miền tây Trung Quốc
Khu tự trị Tân Cương nằm ở phía tây của Trung Quốc. Kết quả là, có một sự khác biệt hai giờ trong thời gian mặt trời địa phương giữa Tân Cương và hầu hết các khu vực phía đông của Trung Quốc, như Bắc Kinh, do đó, cùng với thời gian Bắc Kinh, cái gọi là thời gian Ürümqi (UTC+6) được sử dụng không chính thức.

### Thời gian ở Ürümqi
Thời gian Bắc Kinh gây bất tiện cho các khu vực phía tây của Trung Quốc do sự khác biệt lớn với thời gian mặt trời địa phương. Ví dụ, buổi trưa ở Kashgar vào khoảng 3 giờ chiều giờ Bắc Kinh, và việc tính đến sự thay đổi 3 giờ trong cuộc sống hàng ngày của một bộ phận đáng kể dân số nói tiếng Turk (Duy Ngô Nhĩ, Kyrgyz, v.v.) là vô cùng bất tiện. Do đó, câu hỏi về việc sử dụng thời gian chính thức hóa ra có mối liên hệ chặt chẽ với sự phân tầng sắc tộc trong xã hội và các xung đột tiếp viên. Người Trung Quốc (dân tộc Hán) sử dụng thời gian Bắc Kinh trong cuộc sống hàng ngày và người Duy Ngô Nhĩ sử dụng thời gian Urumchi. Tuy nhiên, ngày làm việc và trường học đối với người Trung Quốc và người Duy Ngô Nhĩ bắt đầu theo cùng một cách, nếu chúng ta lấy nó theo thời gian mặt trời, mặc dù đối với một số người vào đầu ngày làm việc, ví dụ, 10:00 giờ Bắc Kinh và cho những người khác - 8:00 giờ Ürümqi.
Thời gian không chính thức tại địa phương của UTC+6 tại Ürümqi trước thời gian mặt trời trung bình tại địa phương là 10 phút (buổi trưa trung bình ở Ürümqi là 12:10) và giống hệt với giờ địa phương ở láng giềng ở Kyrgyzstan và Kazakhstan.
Vì thời gian Ürümqi chậm hơn 2 giờ so với giờ Bắc Kinh, nên có một sự khác biệt lớn trong lịch làm việc của các tổ chức chính phủ (ở Bắc Kinh) về Tân Cương và các tỉnh nội địa, xa xôi tương tự. Ngày làm việc của cư dân Ürümqi tại Bắc Kinh thời gian bắt đầu muộn hơn khoảng 2 giờ so với các khu vực ven biển phía đông Trung Quốc. Thời gian biểu cho giao thông địa phương thường chỉ ra cả thời gian Bắc Kinh và thời gian Ürümqi.
Ở Bắc Kinh, sau 9 giờ tối, nó khó tìm nơi ăn tối, vì người Trung Quốc ăn khoảng 6:30 tối, sau đó về nhà và chuẩn bị đi ngủ. Tại Tân Cương, họ đi ngủ gần hơn đến nửa đêm (theo giờ chính thức của Bắc Kinh), và sau 21:00 bữa tối vẫn diễn ra sôi nổi. Điều này trở nên đặc biệt đáng chú ý khi một người di chuyển về phía nam, nơi người Duy Ngô Nhĩ chiếm đa số tuyệt đối trong dân số. Ví dụ, trong các khách sạn ở Kashgar, đồng hồ được trưng bày xung quanh Ürümqi và Bắc Kinh với thời gian được thể hiện bằng một mặt số riêng biệt như Moskva, Paris hoặc Tokyo.

### Lịch làm việc tại Tân Cương
Lịch trình làm việc của chính quyền khu vực tự trị, các cơ quan chính phủ khu vực và các tổ chức chính phủ ở hầu hết các nơi ở Tân Cương:
- Từ tháng 5 đến hết tháng 9 (lịch hè): 09:30-13:30 và 16:00-20:00 (giờ Bắc Kinh), 07:30-11:30 và 14:00-18:00 (giờ Ürümqi);
- Từ tháng 10 đến hết tháng 4 năm sau (lịch mùa đông): 10:00-14:00 và 15:30-19:30 (giờ Bắc Kinh), 08:00-12: 00 và 13:30-17:30 (giờ Ürümqi).

Lịch làm việc cho các tổ chức chính phủ ở quận Turfan:
- Từ tháng 5 đến hết tháng 9 (lịch hè): 09:30-13:00 và 16:00-19:30 (giờ Bắc Kinh), 07: 30-11: 00 và 14:30-17:30 (giờ Ürümqi);
- Từ tháng 10 đến hết tháng 4 năm sau (lịch mùa đông): 10:00-14:00 và 16:00-20:00 (giờ Bắc Kinh), 08:00-12:00 và 14:00-18:00 (giờ Ürümqi).

Do đó, tổng thời gian làm việc mỗi ngày vào mùa hè và mùa đông là 8 giờ (ở quận Turpan vào mùa hè - 6,5 giờ). Bắt đầu ngày làm việc vào mùa hè sớm hơn 0,5 giờ so với mùa đông. Tuy nhiên, các tổ chức chính quyền thành phố Ürümqi thực hiện một lịch trình mùa đông duy nhất cho một khu tự trị trong toàn bộ thời gian của năm, bắt đầu ngày làm việc Ürümqi lúc 8:00, trưa 12:00-13:30, kết thúc ngày làm việc lúc 17:30.